# 別爾哥羅德戰役
別爾哥羅德戰役於1943年8月初發生在納粹德國及蘇聯之間，它是庫爾斯克戰役後期，蘇軍的反攻奧澤洛夫·魯緬采夫行動中其中一場戰役。

## 背景
庫爾斯克戰役開始時，德軍裝甲部隊於7月8日從庫爾斯克突出部南面的別爾哥羅德發動進攻，蘇軍於及後發動反攻收復別爾哥羅德及卡爾可夫等城市。

## 別爾哥羅德戰役
蘇軍裝甲部隊向別爾哥羅德進攻，突入縱深100英哩，它們遭到德軍兩個裝甲軍的夾擊，但是，德軍裝甲部隊被人數眾多的蘇軍及在19英哩的戰線內之3,000門大炮的炮轟壓倒。

## 總結
戰役中雙方共陣亡超過72,000人，蘇軍攻佔該城後，便發動第四次卡爾可夫戰役以收復卡爾可夫。